# 奇跡のロマンス
『奇跡のロマンス - Romance is Miracle - 』（きせきのロマンス）は1996年1月10日から同年3月13日まで、日本テレビ系列「水曜ドラマ」枠で毎週水曜 22:00 - 22:54（JST）に放送されたテレビドラマ。主演は赤井英和。

## 概要
関西弁を操りながら、純粋で不器用で無垢な主人公のピュアで一途な恋が描かれた。真琴の息子で盲目の卓役は、伊藤淳史の実弟である当時8歳の伊藤隆大が演じた。THE ALFEEが担当した主題歌であるシングル「LOVE NEVER DIES」はドラマの人気と相まってヒットし、40万枚以上の売り上げを記録した。
1996年2月にポニーキャニオンZeitレーベルより高見沢俊彦によるサウンドトラック、1996年4月にバップによりビデオが発売されている。

## あらすじ
大阪で生まれ育ち、提灯職人をしている35歳の浪速っ子・久住武蔵（演・赤井英和）は、妹の桜（演・羽野晶紀）の結婚式に出席するために東京に上京してきた。弟の大和（演・生瀬勝久）が勤務する銀行を訪れた際、鈴木真琴（演・葉月里緒菜）という美しい女性に出会う。今まで一度も異性に恋心を抱いたことのない武蔵は恋煩いを起こしてしまう。しかし真琴には6歳になる息子・卓（演・伊藤隆大）がおり、先天性の視覚障害を持っていた。

## キャスト
久住 武蔵（くずみ むさし）〈35〉
演 - 赤井英和
妹・桜の結婚式のために父親の骨壺を抱いて上京。結婚詐欺にあったことで「お父ちゃんとお母ちゃんのとこへ行く!」と飛び降りようとした桜に「お父ちゃんはここにおる!」と止めた。基本的に人は良いのだが、デリカシーに欠けた面がある。
鈴木 真琴（すずき まこと）〈22〉
演 - 葉月里緒菜
シングルマザー。17歳の時密かに付き合っていた担任教師（工藤）の子どもを身ごもり失踪。未婚のまま卓を出産した。
今野 隼人（こんの はやと）〈22〉
演 - 袴田吉彦
真琴の高校時代の同級生。
久住 大和（くずみ やまと）〈34〉
演 - 生瀬勝久
武蔵の弟で、銀行員。兄と真琴の関係を心配する。
久住 桜（くずみ さくら）〈26〉
演 - 羽野晶紀
武蔵の妹。挙式当日相手も親族すらも現れず、結婚詐欺であることが分かり絶望して花嫁衣装のまま飛び降りようとしたところを武蔵に止められ我に返った。二人の兄(武蔵、大和)と同居しており、家事を担う。
鈴木 卓（すずき すぐる）〈5〉
演 - 伊藤隆大（子役）
真琴の息子。生まれつき目が不自由。
鈴木 真結（すずき まゆ）〈18〉
演 - 田中有紀美
真琴の妹。
鈴木 絹江（すずき きぬえ）
演 - 田島令子
真琴の母親。
鈴木 春生（すずき はるお）
演 - 六平直政
真琴の父親。
工藤 淳一郎（くどう じゅんいちろう）
演 - 内野聖陽
高等学校教諭、真琴の高校時代の教師。卓の父親。
井上 ともみ（いのうえ ともみ）
演 - 七瀬なつみ
高等学校教諭、工藤の婚約者。
上杉 峰（うえすぎ みね）
演 - 南美江
加代子の義母。
上杉 加代子（うえすぎ かよこ）〈49〉
演 - 香山美子
大和たちが居住しているアパートの大家。
クラブ支配人
演 - 塩見三省
真琴が勤務するクラブ「シャレード」の支配人。
銀行支店長
演 - 河西健司
大和が勤務する銀行の支店長。
銀行案内係
演 - 岩本恭生
大和が勤務する銀行の案内係。
その他
演 - 伊藤俊人、小林隆、剛州、伴直弥、温水洋一

## スタッフ
- 脚本：輿水泰弘
- 演出：水田伸生、武藤数顕
- 音楽：高見沢俊彦
- 主題歌：THE ALFEE「LOVE NEVER DIES」（Zeit (ポニーキャニオン)）
- 挿入歌：infix「涙・抱きしめて」（バンダイ・ミュージックエンタテインメント）
- チーフプロデューサー：小杉善信
- プロデューサー：神蔵克、高橋勝
- 制作協力：CUC
- 技術協力：NTV映像センター
- 製作著作：日本テレビ

## 放送日程
| 各話                                                       | 放送日  | サブタイトル   |
| ---------------------------------------------------------- | ------- | -------------- |
| 第1話                                                      | 1月10日 | 35年目の初恋   |
| 第2話                                                      | 1月17日 | 迷惑な恋心     |
| 第3話                                                      | 1月24日 | 恋を見失った夜 |
| 第4話                                                      | 1月31日 | 恋の軌跡       |
| 第5話                                                      | 2月07日 | 嫉妬           |
| 第6話                                                      | 2月14日 | 涙             |
| 第7話                                                      | 2月21日 | プロポーズ     |
| 第8話                                                      | 2月28日 | 抱擁           |
| 第9話                                                      | 3月06日 | 初体験         |
| 最終話                                                     | 3月13日 | 奇跡           |
| 平均視聴率 14.7%（視聴率は関東地区・ビデオリサーチ社調べ） |         |                |

- 初回は22時 - 23時24分の30分拡大